# بول جيبس
بول جيبس (بالإنجليزية: Paul Gibbs)‏ هو لاعب دارت بريطاني، ولد في 18 نوفمبر 1971 في بلاكبول في المملكة المتحدة.

## وصلات خارجية
- بول جيبس على موقع DartsDatabase.co.uk (الإنجليزية)